# Hawajir al-Hass
Hawajir al-Hass – wieś w Syrii, w muhafazie Aleppo, w dystrykcie As-Safira. W 2004 roku liczyła 402 mieszkańców.